# Microporidae
Famille
Synonymes
- Calpensiidae Canu & Bassler, 1923

Les Microporidae  sont une famille d'ectoproctes de l'ordre des Cheilostomatida.

## Liste des genres
Selon World Register of Marine Species (31 mars 2016) :
- genre Andreella Jullien, 1888
- genre Apiophragma Hayward & Ryland, 1993
- genre Calpensia Jullien, 1888
- genre Coronellina Prenant & Bobin, 1966
- genre Flustrapora Moyano, 1970
- genre Manzonella Jullien, 1888
- genre Micropora Gray, 1848
- genre Microporina Levinsen, 1909
- genre Mollia Lamouroux, 1821
- genre Opaeophora Brown, 1948
- genre Otomicropora Gordon, 2014
- genre Promicroa d'Hondt & Gordon, 1999
- genre Rectimicropora Hayward & Winston, 2011
- genre Reussinella Gordon, 2009
- genre Rosemariella Gordon, 2014
- genre Scriblitopora Hayward & Winston, 2011
- genre Steraechmella Lagaaij, 1952